# Alan Taylor (filmrendező)
Alan Taylor (1965. május 8.–) Primetime Emmy-díjas amerikai televíziós- és filmrendező. Olyan televíziós sorozatokon dolgozott, mint a Lost – Eltűntek, Az elnök emberei, Sírhant művek, Szex és New York, Maffiózók, Trónok harca, Boardwalk Empire – Gengszterkorzó, Deadwood és a Mad Men – Reklámőrültek. Olyan filmeket rendezett, mint például a Palookaville, Thor: Sötét világ és a Terminátor: Genisys.

## Magánélete
Taylor jelenleg a New Yorkban található Brooklynban él, és három gyermeke van (Ginger, Willa és Jamieson) a díjnyertes sminkművész feleségétől, Nicki Ledermann-től.

## Filmográfia

### Filmek
- Palookaville (1995)
- The Emperor's New Clothes (2001, forgatókönyvíró is)
- Kill the Poor (2003)
- Thor: Sötét világ (2013)
- Terminátor: Genisys (2015)
- The Many Saints of Newark[4] (2021)

### Rövidfilmek
- That Burning Question (1990, forgatókönyvíró is)

### Televíziós sorozatok
- That Burning Question (1988)
- Gyilkos utcák
- Oz (1997)
- Trinity – Érzelmek viharában (1998)
- Szex és New York (1998)
- Now and Again (1999)
- Maffiózók (1999)
- Az elnök emberei (1999)
- Sírhant művek (2001)
- Keen Eddie (2003)
- Carnivàle – A vándorcirkusz (2003)
- Deadwood (2004)
- Lost – Eltűntek (2004)
- Róma (2005)
- Hármastársak (2006)
- Mad Men – Reklámőrültek (2007)
- Boardwalk Empire – Gengszterkorzó (2010)
- Trónok harca (2011)

## Fogadtatás
Az alábbiakban bemutatjuk a Taylor által rendezett filmek kritikai, nyilvános és kereskedelmi bevételeket, 2015. július 13-tól.
| Film                      | Rotten Tomatoes       | Metacritic          | CinemaScore | Költségvetés | Bevétel      |
| ------------------------- | --------------------- | ------------------- | ----------- | ------------ | ------------ |
| Palookaville              | 64% (11 megtekintés)  | N/A                 | N/A         | N/A          | N/A          |
| The Emperor's New Clothes | 73% (85 megtekintés)  | 60 (28 megtekintés) | N/A         | N/A          | N/A          |
| Kill the Poor             | 25% (8 megtekintés)   | 52 (7 megtekintés)  | N/A         | N/A          | N/A          |
| Thor: Sötét világ         | 66% (274 megtekintés) | 54 (44 megtekintés) | A-          | 170 millió $ | 644,8 millió |
| Terminátor: Genisys       | 27% (264 megtekintés) | 38 (41 megtekintés) | B+          | 155 millió $ | 435,9 millió |